# Serra del Globus
La Serra del Globus és una serra situada al municipi de Castellnou de Bages, a la comarca del Bages, que té una elevació màxima de 409 metres.